# Никола Ангелов (археолог)
Вижте пояснителната страница за други личности с името Никола Ангелов.
Никола Гатев Ангелов е български археолог.

## Биография
Роден е в Дебелец. Завършва класическа филология и история в Софийския университет през 1935 г. В периода 1936 – 1948 г. е гимназиален учител в Русе. Става директор на Окръжен народен музей Русе в периода 1949 – 1956 г. От 1956 до 1972 г. е ръководител на отдел „Археология“ на Великотърновския музей. 1973 – 1978 г. е нещатен сътрудник във филиала на Археологическия институт с музей при БАН във Велико Търново.
През 1956 – 1957 г. открива прочутото златно съкровище в Хотнишката селищна могила, което е датирано около 5000 г. пр.н.е. и се смята за по-старо от златното съкровище от Варненския некропол. Ръководи разкопките на Царевец и около Велико Търново.
Умира в Русе през 1988 г.